# Брон из Слайго
Брон (умер в 511 году) — святой епископ ирландский. День памяти — 8 июня.
Святой Брон (Bron) был учеником святого Патрика. Он был епископом в Кассел-Ирра (Cassel-lrra), что около Слайго (Sligo), Ирландия. Он продолжил миссионерскую деятельность святого Патрика в Ирландии и определил литературные и художественные нормы ирландской монашеской жизни.